# Polia purpurissata
Polia purpurissata là một loài bướm đêm trong họ Noctuidae.